# Mohamed Salah Dembri
Mohamed Salah Dembri, né le 30 janvier 1938 à El Harrouch (Algérie) et mort le 2 janvier 2020 à Narbonne (France), est un homme politique et diplomate algérien, ministre des Affaires étrangères de 1993 à 1995, ambassadeur d'Algérie auprès du Royaume-Uni et de l'Irlande de 2005 à 2010. 

## Biographie
Après ses études, Mohamed Salah Dembri a étudié à la faculté des sciences sociales de l'université de Paris. Par la suite, il a été, entre autres, secrétaire général du Ministère de l'Enseignement supérieur et de la Recherche scientifique, et secrétaire général du ministère du Travail et des Affaires sociales. Après avoir été secrétaire général du département d'État entre 1979 et 1982, il a été ambassadeur au Canada de 1982 à 1984. Il a ensuite travaillé comme conseiller du gouvernement pour les affaires politiques et diplomatiques. En 1992, il est devenu ambassadeur en Grèce et est resté à ce poste jusqu'en 1993.
À son retour, Dembri a repris le poste de ministre des Affaires étrangères de Redha Malek en 1993, qui à son tour avait pris le poste de Premier ministre le 23 août 1993 et formé un nouveau gouvernement. Jusqu'en 1996, Dembri a également occupé le poste de ministre des Affaires étrangères dans les gouvernements suivants des premiers ministres Mokdad Sifi et Ahmed Ouyahia. 
Il est ensuite devenu représentant permanent auprès des Nations unies à Genève en 1996 et est resté à ce poste jusqu'en 2005. Parallèlement, Dembri a été accrédité près le Saint-Siège entre 1997 et 2004. Représentant permanent auprès de l'ONU à Genève, il a été en 1999 président de la Conférence des Nations unies sur le désarmement (CNUD) et entre 2000 et 2001, président du groupe de travail local pour les droits de développement, puis de 2001 à 2003, président d'un groupe de travail de la Commission des droits de l'homme, avant 2004 président du Comité exécutif de la 101e session de l'Organisation internationale pour les migrations (OIM).
Dembri a été accrédité comme ambassadeur extraordinaire et plénipotentiaire de septembre 2005 à 2010 au Royaume-Uni. Il a également été le fondateur de l'Institut national d'études stratégiques mondiales et l'auteur de nombreux articles dans des revues professionnelles. 
Il meurt en 2020 à Narbonne en France.

### Famille
Mohamed Salah Dembri était marié et père de deux enfants.

## Fonctions
- 1979-1982 : secrétaire général du ministère des Affaires étrangères
- 1990-1992 : secrétaire général du ministère des Affaires sociales
- 1993-1995 : ministre des Affaires étrangères
- 2005 au 30 novembre 2010 : ambassadeur au Royaume-Uni et en Irlande, Grèce, Vatican
- 2007-2020 : ambassadeur d'Algérie au Royaume-Uni